# Dušan Čamprag
Dušan Čamprag (14 de março de 1925 - 22 de março de 2021) foi um zoólogo e entomólogo sérvio. Ele foi membro da Academia Sérvia de Ciências e Artes e seus estudos foram principalmente realizados no campo da entomologia agrícola e fitomedicina.
Lecionou durante os anos 60, 70 e inicio dos 80, na Universidade de Novi Sad e teve estudos aprofundados no controle de pragas na produção agrícola, em especial insetos.